# 洛氏刺鰍
洛氏刺鰍為輻鰭魚綱合鰓目刺鰍亞目刺鰍科的其中一種，分布於非洲查德湖、貝努埃湖及尼日河流域，體長可達26.1公分，棲息在底層水域，屬肉食性，可做為食用魚。